# تله دیتا وان
تله دیتا وان (به انگلیسی: Teledata one) شرکتی واقع در ایتالیا است. این شرکت در زمینه طراحی و تولید دستگاه‌های الکترونیکی ایمنی فعال است.

## تاریخچه
شرکت تله دیتا وان در سال ۱۹۷۸ تأسیس شد. این شرکت در ابتدا با تولید محصولات الکترونیکی برای کاربردهای هوافضا در سطح ملی و بین‌المللی شروع به کرد. امروزه تله دیتا وان سیستم‌های حسگر آتش، آشکارساز دود و ایمنی را تولید و ارائه می‌کند.

## محصولات
- آژیر اعلام حریق آدرس پذیر
- پروگرمر آدرس پذیر
- ماژول و کیت توسعه میکروکنترلر
- کنترل پنل اعلام حریق[۲]
- آشکارساز دود
- حسگر آتش